# Wyżeł węgierski krótkowłosy
Wyżeł węgierski krótkowłosy – rasa psów myśliwskich z grupy wyżłów. Zaklasyfikowana do sekcji wyżłów kontynentalnych, występuje w podsekcji psów w typie gończego.
Rasa ta powstała w wyniku krzyżowania tureckich żółtych psów myśliwskich z pointerem i wyżłem niemieckim krótkowłosym.
Są to psy pojętne i łatwe do prowadzenia. Wytrzymałe i odporne na upał i suszę.

## Szata i umaszczenie

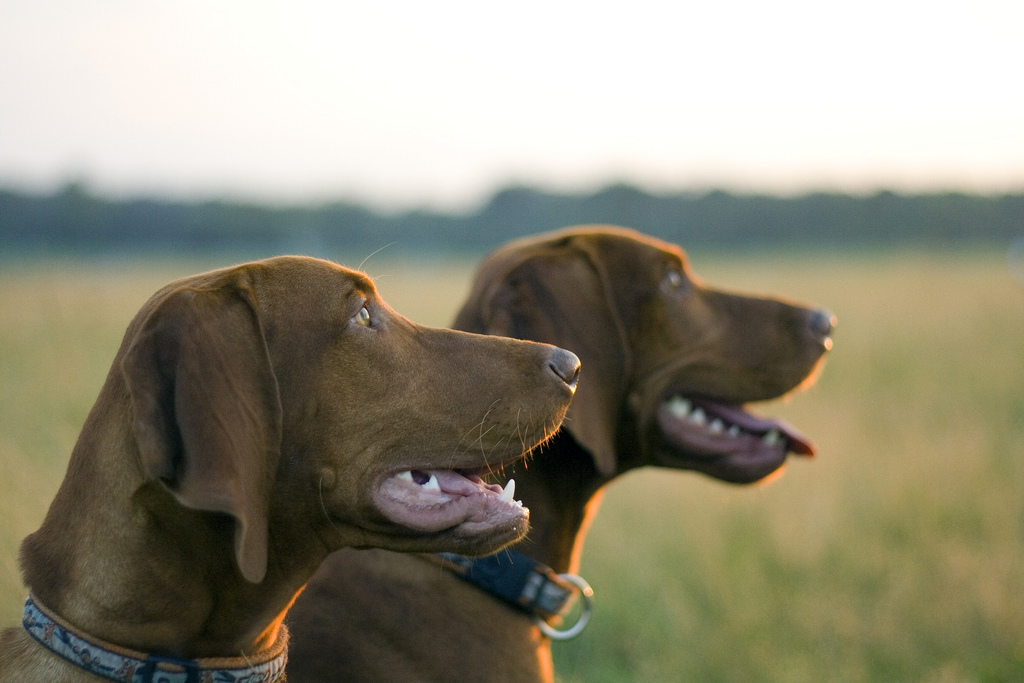
Wyżły węgierskie krótkowłose

Umaszczenie u wyżłów węgierskich jest rude, ciemnożółte – bułczane. Czasami mogą być srebrzystoszare lub płowe. Nigdy nie był dopuszczony i nie jest kolor czerwony i czarny.
Ogon kopiowany. Podlega próbom pracy.
Ze względu na długość i strukturę włosa istnieją dwie odmiany wyżła węgierskiego, zarejestrowane pod dwoma różnymi numerami FCI:
- wyżeł węgierski krótkowłosy, z włosem gładkim, krótkim i przylegającym (o numerze wzorca 57)
- Wyżeł węgierski szorstkowłosy o włosie twardszym i dłuższym (o numerze wzorca 239)